# Celata populus
Celata populus là một loài tò vò trong họ Ichneumonidae.